# Nergizlik, Karaisalı
Nergizlik là một xã thuộc huyện Karaisalı, tỉnh Adana, Thổ Nhĩ Kỳ. Dân số thời điểm năm 2009 là 302 người.

## Lịch sử
Xã lấy tên là Nergizlik vì nơi đó có nhiều hoa thủy tiên.

## Địa lí
Nergizlik cách tỉnh Adana 58 km và cách huyện Karaisalı 8 km.

## Dân số
| Dân số theo năm |     |
| 2009            | 302 |
| 2000            | 335 |
| 1997            | 112 |